# Timo Juhani Grönlund
Pour les articles homonymes, voir Grönlund.
Timo Juhani Grönlund, né le 3 juillet 1987 à Kitee, est un fondeur finlando-bolivien.

## Biographie
Grönlund déménage en Bolivie en 2011 après rencontré une femme de ce pays.
Commençant à porter officiellement les couleurs de la Bolivie en 2017, il dispute sa première compétition majeure aux Jeux olympiques à Pyeongchang en 2018, devenant en compagnie de Simon Breitfuss Kammerlander le premier représentant bolivien aux Jeux olympiques d'hiver depuis 1992. Sur le quinze kilomètres classique de ces jeux, il prend la 101e place.
En 2019, il prend part à ses premiers championnats du monde à Seefeld. Il revient vivre ensuite de manière permanente en Finlande avec sa femme et ses deux enfants, tout en restant soutenu par sa fédération.